# Toh, è morta la nonna!
Toh, è morta la nonna! è un film del 1969 diretto da Mario Monicelli.

## Trama
Adelaide, proprietaria di una importante azienda di prodotti insetticidi, muore improvvisamente: i suoi parenti, accorsi da diverse parti d'Italia, cercano di impossessarsi della sua eredità eliminandosi a vicenda. Si distingue tra i parenti solo il giovane nipote Carlo Alberto, che è anche l'unico ad aver avuto un rapporto disinteressato con la nonna Adelaide. Rapporto che prosegue con lo spirito della nonna. Tocca proprio a lui quindi diventare il nuovo padrone dell'azienda di famiglia e continuerà la produzione di insetticida, mettendo fine al mutismo che aveva caratterizzato il suo essere contestatore.